# Phượng Sơn, Cao Hùng
Phượng Sơn (tiếng Trung: 鳳山區; bính âm Hán ngữ: Fèngshān Qū; bính âm thông dụng: Fòngshan Cyu; Bạch thoại tự: Hōng-soaⁿ-khu) là một khu (quận) của thành phố Cao Hùng, Trung Hoa Dân Quốc (Đài Loan). Quận nằm ở khu vực trung tâm thành phố và là nơi đặt trụ sở của Học viện sĩ quan lục quân Trung Hoa Dân Quốc. Phượng Sơn có diện tích 26,7590 km², dân số vào tháng 8 năm 2011 là 344.269 người thuộc 128.836 hộ gia đình, mật độ cư trú đạt 12865,5 người/km².

## Địa điểm du lịch
- Đền Thành hoàng

## Vận chuyển

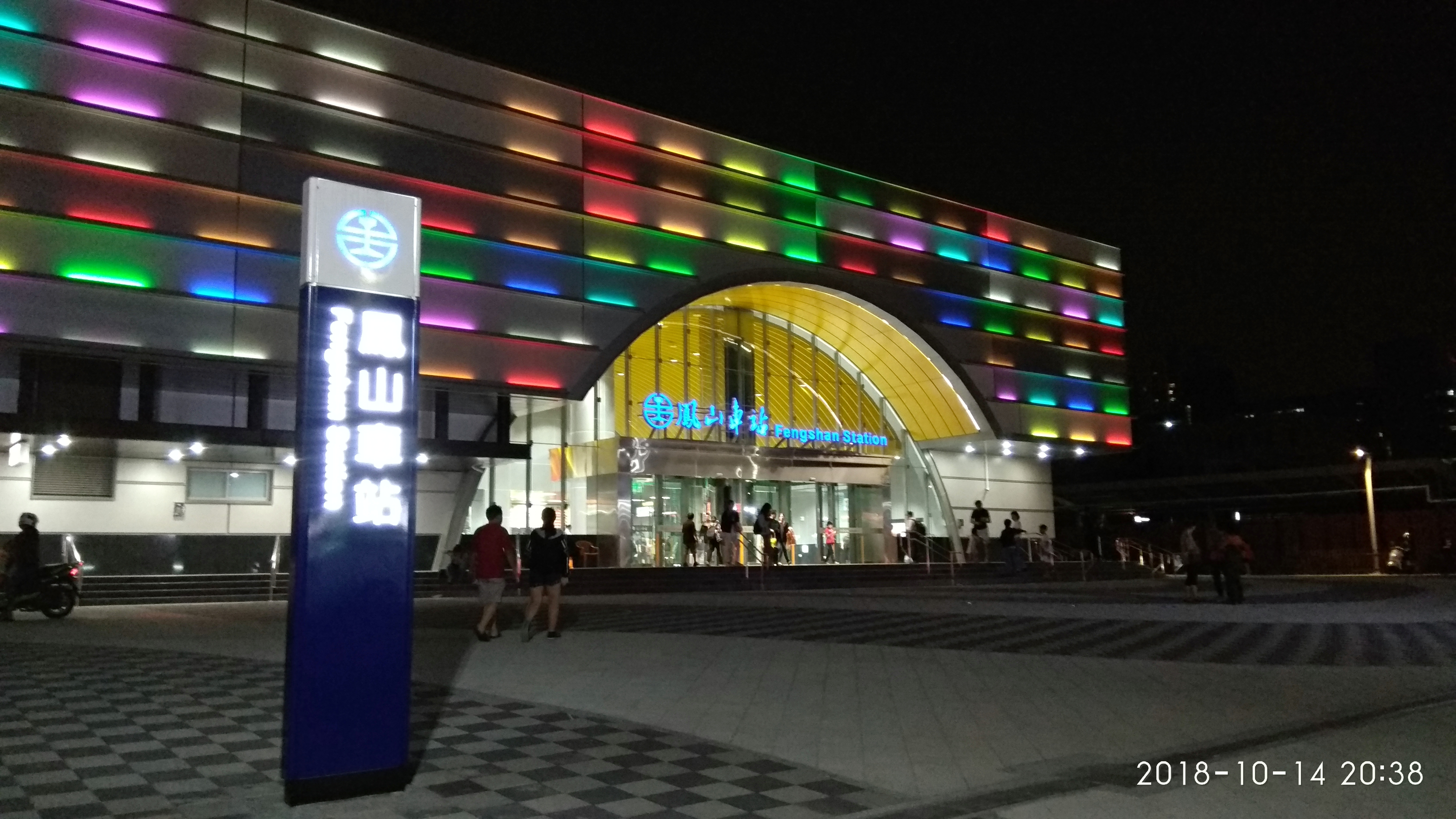
Ga Phượng Sơn

### Đường
- Quốc lộ 1 (Đài Loan)
- Tỉnh lộ 1 (Đài Loan)
- Tỉnh lộ 1 - Shu (Đài Loan)
- Tỉnh lộ 25 (Đài Loan)
- Tỉnh lộ 88 (Đài Loan)

### Đường sắt
- Ga Phượng Sơn Tây, Ga Phượng Sơn, Ga Đại Đông và Ga trường trung học Phượng Sơn thuộc Hệ thống giao thông nhanh Cao Hùng
- Ga Phượng Sơn thuộc Cục quản lý Đường sắt Đài Loan